# Kronika
Kronika foi um jornal independente com sede em Porto Alegre, circulando entre 1977 e 2008.
O jornal Kronika foi criado pelo jornalista Luiz Osório Teixeira, que foi o seu diretor e editor durante todo o período em circulação. Luiz Osório era apelidado de Barão, a partir de um pseudônimo seu, dos tempos de colunista social do jornal A Hora. Trabalhou para o jornal Última Hora e as rádios Itaí, Bandeirantes e Difusora, sendo muito ativo. O primeiro exemplar de Kronika saiu às bancas em agosto de 1977. Chegou a ser um dos periódicos da imprensa alternativa de mais longa permanência no Brasil. Nos primeiro cinco anos teve circulação mensal. Mais tarde, em 1982, passou a ser quinzenal, assim permanecendo por mais 26 anos. Nesse período sua distribuição foi ampliada para incluir outras capitais.
O jornal tinha formato tablóide, com poucas reportagens. Sua especialidade era a crônica jornalística. Reunia especialmente colunistas ou cronistas, muitos deles bastante experientes (tidos como da “velha guarda”) e também jornalistas saídos das redações dos jornais que fechavam em Porto Alegre e arredores nos anos 1970 e 1980. Também colaboravam nomes de outros estados. Os colunistas comentavam áreas como política (sobretudo as relações que envolviam Brasília), cultura, arte, espetáculos, sociedade, turfe, turismo e hotelaria, além de um pouco de esporte. Era habitualmente impresso nas oficinas do jornal Zero Hora em formato tablóide, primeiro apenas em preto, depois com capa em duas impressões (duas cores) e, mais tarde, em cores.
O número 501 de Kronika foi a sua última edição. Estava sendo editado pelo próprio Luiz Osório alguns dias antes de ser internado no hospital, em agosto. Faleceu, quase imediatamente, com 79 anos.
Entre os jornalistas e colaboradores da Kronika mais freqüentes estavam: Adão Carrazzoni, Alberto André, Antonio Onofre da Silveira, Anthony Silva, Bairton Sampaio, Benito Berutti, Cecílio Pereira, Cidio Salatino, Clóvis Rossi, Cyro Canabarro, Dante de Laytano, Décio Presser, Demosthenes Gonzalez, Eduardo Bins Ely, Eliane Cantanhêde, Epitácio Torres, Fernando Malheiros, Francisco Riopardense de Macedo, Jânio de Freitas, Jorge Mendes, Juremy Aurvalle, Maurício Caldas, Melquíades Stricher, Mila Cauduro, Nelson Motta, Orwen D. Petinelli, Paulo César Teixeira, Paulo Scherer, Pedro Scherer, Pércio Pinto, Percival Puggina, Rafael Copstein, Raul Cauduro, Segundo Brasileiro Reis, Sérgio V. Poli e outros.
Também passaram por suas páginas os cartunistas Alex, Aníbal Carlos Bendati, Edgar Vasques e Rick, entre outros.